# Mergling
Mergling er en proces, hvorved en landbruger tilfører dyrkningsjord mergel for at forbedre dens ydeevne.

## Formål og fordele
Formålet med mergling er at forøge jordens frugtbarhed, og det er en erfaring, at dette mål kan nås i meget høj grad; der findes talrige eksempler på, at jorder efter mergling har kunnet give 2-3 gange så store afgrøder som tidligere. Merglingens virkning kan bero på flere forhold:
1. mange afgrøder, fx byg, hvede og kløver, stiller krav om relativt stort kalkindhold i jorden[2]; mergel kan derfor virke direkte som plantenæring, dels på grund af selve indholdet af kalk, hvilket er et næringsstof, som jorden i mange tilfælde kan være fattig på, dels på grund af sit indhold af fosforsyre, kalium, magnesium, sjældnere tillige kvælstof.[1]
2. mergel frigør kvælstof, forøger omsætningshastigheden for jordens humusstoffer og forhindrer udvaskning af andre nyttige stoffer i jorden;[2]
3. mergel kan have betydning som jordforbedringsmiddel, især ved delvist at ophæve visse jorders uheldige egenskaber for plantevæksten: den bidrager til at hæmme knold- og skorpedannelse og dermed skørne stive lerjorder;[2]
4. i mange tilfælde virker mergling navnlig ved at mætte syrer i jordbunden og derved tilvejebringe livligere kemiske og fysiologiske omdannelser og bliver derved af betydning både i kemisk og mikrobiologisk henseende.[1]

Hvorvidt, gentagen mergling vil være fordelagtig, vil imidlertid bero på flere omstændigheder. Således er det langt fra altid tilfældet. Som regel kan man sige, at i jo højere grad de samme forhold er til stede, der betingede den første merglings gode virkning, desto mere udsigt er der til, at en gentagelse vil kunne betale sig.

## Udførelse
Mergling kan foretages til enhver tid på året, i den henseende bliver det bestemmende, hvornår tiden og arbejdskraften bedst tillader det, og hvornår det pågældende areal er ledigt. Det er at foretrække, at mergelen bringes ud på et sådant tidspunkt, at den kan ligge oven på jorden vinteren over for at frostskørnes.
Hvor store mængder, der anvendes pr arealenhed, vil være meget vekslende og retter sig efter både mergelens kalkindhold og efter behovet. Mængden, der anvendes pr ha, vil veksle oftest fra 40.000 eller endnu mindre til 100.000 kg.

## Historie
Mergling benyttedes allerede i oldtiden i Sydeuropa og i middelalderen i England. I Mellemeuropa vandt den først senere indgang, og i Danmark har mergel næppe været ret meget anvendt før i slutningen af det 18. århundrede og begyndelsen af det 19. århundrede.
Mergling i Danmark kendes allerede fra 1730-erne, hvor den blev anvendt på hovedgårde i Thy, og daværende ejer af Nørholm ved Varde, A.C. Teilmann, agiterede kraftigt for fordelene ved mergling, hvilket fik interessen til at vokse i omegnen i 1760-erne. Mergling nåede således en vis udbredelse i det nordlige og vestlige Jylland.

### 1700-tallet
Gregers Begtrup skriver i sin "Beskrivelse over Agerdyrkningens Tilstand i Nørre-Jylland" fra 1812 om den tidlige udnyttelse af mergel i Thy: "Det højeste Sted paa Landet [Thyholm] er der, hvor Hvidleer Gravene ere. Af disse ere mange tusinde Læs Kalk gravede, og anvendte til Agerjordens Forbedring. Denne Kalk, kaldet Hvidleer, blev først funden 1734. Bønderne brugte det til at kalke med, men vovede i Førstningen ikke at anvende det som Gjødning, førend Husbonden paabød dem at gjøre Brug deraf, og forbandt dem endog dertil ved deres Fæstebreve. Siden efter blev den anden, tredje og fjerde Kalkgrav, alle paa den højeste Ryg af Landet, aabnede. Man henter endog herfra til Thye Kalken, og betaler Kalken læsseviis.."

### 1800-tallet
Om brugen i begyndelsen af 1800-tallet i det daværende Thisted Amt skriver Begtrup blandt andet: "Man gjøder baade med Hvidleer og Graaleer, begge Dele kaldes Mergel. Hvidleren findes fornemmelig i den nordlige Deel af Landet og paa Thyholm, det giver ved Brænding ypperligt Muurkalk, det er den som snarest kan misbruges, det er et ypperligt Gjødningsmiddel, især paa lerede og kolde Marker, og deraf kan bruges 40 Læs til en Tønde Land, sædvanligen bruges mindre. Af det graa eller blaa Leer, hvori findes Kalkdele, som erkjendes ved Syrers Paagydning, og som andensteds kaldes Mergel, bruges 100 Læs til en Tønde Land. Mergelens eller Gjødelerets ypperlige Virkning viser sig ikke alene for Kornet, men ogsaa for den paafølgende Græsning. Paa en let og skarp Jordbund gjør Graaleret god Gavn. Er Jordbunden et stærkt og fedt Rødleer er Hvidleeret gavnligt, hvoraf Jorden bliver løsere og bærer godt Græs.
Naar et Stykke Jord skal gjødes med Mergel eller Kalk bliver det udført og spredet om Sommeren, og ligger saaledes Sommeren og den næste Vinter over, paa det at Luftens og især Frostens Paavirkning kan opløse det. Det er især paa ubrudte Heder og Udmarker man bruger Mergel, og bruges det ogsaa paa dyrket Land, og gjødes tillige med dyrisk Gjødske, er det saa meget bedre. Mergelens Virkning ansees altid bedre for Byg og Havre, end for Rug, ja man vil paastaae, at dersom man ikke er desto forsigtigere, kan man ved Mergel gjøde Jorden uskikket til Rug."

Også i Ringkøbing Amt anvendtes mergel, mest på heder og høj engbund. Merglingen skete "mellem Slet og Høst, eller efter Høst". Om selve behandlingen angives: "Jorden brækkes af de Fleste først, derpaa udføres Mergelen, omtrent 120 Læs paa Tønde Land, det spredes da et Aar for at luftes og udløbe, derpaa vendes Jorden og besaaes med Havre. Det første Aar giver Havren intet, men siden efter endog Lejekorn uden anden Gjødning. Efter et par Kjærve Havre saaes Byg eller Rug efter Jordens Beskaffenhed, og da Havre. Efter frem eller sex Kjærve udlegges Jorden til Græs. Enkelte føre Mergelen hjem, og blande den lagviis med Gjødningen, og sporer god Fordeel deraf."

Også i Hjørring Amt anvendtes mergel. Begtrup nævner herregårdene Wang, Voergaard, Dybvad, Knudseje, Bøgsted og Fuglsig som eksempler på godser, der havde forøget deres produktion takket være brug af mergel og fremhæver Brovst som en landsby, hvor mergling var blevet taget i brug med godt resultat.
Forst i begyndelsen af 1800-tallet begyndte mergling at brede sig til resten af Jylland og til øerne. I 1819 fremkom indberetninger om, at man var begyndt at mergle på en række hovegårde på Fyn og Sjælland, og få år senere viser indberetninger, at mergling nu var mere udbredt på de større landbrug på Fyn og Lolland-Falster men fortsat ret sjældent brugt på Sjælland. Blandt andet spredningen af rapsdyrkning synes tillige at have fremmet anvendelsen af mergling.
I 1844 konstateredes det ved landbrugsbeskrivelsen af det daværende Holbæk Amt, at mergling nu var blevet almindelig på større gårde og var ved at brede sig til mindre gårde. I Ørslev nord for Slagelse begyndte man at mergle i 1851. Beskrivelsen af landbruget for det daværende Maribo Amt (Lolland og Falster) fra 1844 viste, at mergling var almindelig udbredt på alle større gårde og var begyndt at brede sig til mindre gårde. For Fyn er det beregnet, at omkring 60% af de større brug var begyndt at mergle før 1860.
Merglingen ophørte imidlertid mange steder i 1870-erne men fortsatte i forbindelse med opdyrkningen af hedeegne i Jylland. Flere steder fandt man steder med egnede mergelforekomster i hedeegne, og i 1879-1880 blev der med billige statslån bygget særlige jernbaner for mergeltransport. Fra 1889 blev der ydet statsstøtte til jernbanetransport af mergel over længere afstande. I 1903-1904 benyttede man jernbanespor, der kunne flyttes efter behov.

### 1900-tallet
Efter år 1900 skete et nyt opsving i interessen for mergling og kalkning. Plantepatologen Kølpin Ravn påviste, at kålbroksvamp, som kunne true dyrkningen af kålroer, lod sig bekæmpe ved kalktilskud, og i 1907 blev der af landboforeningerne gennemført analyser af jordprøver i forbindelse med kalkningsforsøg. I 1909 oprettedes Statens Planteavls-Laboratorium med jordbundsforskeren Harald R. Christensen som leder, der som det første i verden kunne tilbyde analyser af kalkbehov for dyrkningsjorder. Den metode, man anvendte, fungerede i en årrække, indtil man i 1924 gik over til at bruge målinger af jordens reaktionstal (kaldet pH) i stedet. I årene 1911-1917 blev der gennemført landsdækkende undersøgelser af behovet for kalkning, og både kalkning og mergling tog et nyt opsving efter 1910.